# Озарк (телесеріал)
«Озарк» (англ. Ozark) — американський кримінально-драматичний вебсеріал, створений Біллом Дюбюком і Марком Вільямсом для Netflix і спродюсований Media Rights Capital. Головні ролі виконують Джейсон Бейтман і Лора Лінні, які грають подружню пару, яка змушена переселити свою сім'ю до Озарка після того, як план з відмивання грошей провалився. Бейтман також виступив виконавчим продюсером і режисером серіалу. Перший сезон з десяти епізодів став доступним для перегляду 21 липня 2017 року. Другий сезон з десяти епізодів випустили 31 серпня 2018 року, а третій сезон — 27 березня 2020 року. В червні 2020 року серіал продовжили на четвертий сезон, який стане останнім, буде складатися з чотирнадцяти епізодів, розділених на дві частини, перша з яких вийшла 21 січня 2022 року.
«Озарк» отримав позитивні відгуки від критиків, які особливо похвалили його тон, режисуру та акторську гру. Серіал отримав тридцять дві номінації на прайм-тайм премію «Еммі», зокрема двічі за найкращий драматичний серіал, з яких виграв у трьох — Бейтман за найкращу режисуру драматичного серіалу у 2019 році, і Джулія Гарнер двічі за найкращу жіночу роль другого плану в драматичному серіалі у 2019-2020-их роках. Крім того, Бейтман отримав дві номінації на «Золотий глобус» за найкращу чоловічу роль в драматичному серіалі.

## Сюжет
Марті Бьорд — фінансовий консультант, разом із родиною переїжджає з Чикаго до містечка Озарк, штат Міссурі, де має відмити 500 мільйонів доларів, що заборгував наркобарону. 

### Перший сезон
Головний герой серіалу — чиказький фінансовий консультант Мартін «Марті» Бьорд (Джейсон Бейтман), який разом зі своїм діловим партнером Брюсом Лідделлом (Джош Рендалл) відмиває гроші для другого за величиною мексиканського наркокартелю. Після того, як його партнер обманув картель і був вбитим, Марті, щоб врятуватися, пропонує організувати масштабнішу операцію з відмивання грошей в районі озера Озарк, що в центральній частині штату Міссурі. Він запевняє боса картелю Деля (Есай Моралес) в тому, що якщо йому дозволять переїхати в Озарк, то він зможе відмити 500 мільйонів доларів за п'ять років. Дель погоджується і дає Марті два дні для того, щоб повернути 8 мільйонів доларів, які вкрав його партнер. Також він каже Марті переселити свою сім'ю (дружину Венді (Лора Лінні) і двох дітей — Шарлотту (Софія Г'юбліц) і Джону (Скайлар Гертнер)) в Озарк і довести свої слова, відмивши 8 мільйонів доларів за три місяці.
Коли Бьорди прибувають в Міссурі, вони зустрічаються із членами місцевої кримінальної сім'ї Ленгмор — Рут (Джулія Гарнер), Ваяттом (Чарлі Таген) і Трійкою (Карсон Голмс), які працюють у готелі, де вони зупинились. В Озарку Марті одразу починає шукати можливості, як відмити гроші. Спершу він пропонує Рейчел (Джордана Спіро) — власниці бара і готелю «Блю Кет» — стати її тіньовим партнером. Вона погоджується. Потім він стає власником стриптиз-клубу «Лікеті Сплітс», а після цього — пропонує місцевому пастору Мейсону (Майкл Мослі), який проводить недільні служби на човнах на озері, побудувати церкву. Через ці дії його шлях перетинається із Джейкобом (Пітер Маллан) і Дарлін (Ліза Емері) Снеллами — місцевими торговцями героїну. Також для відмивання грошей Венді купує похоронне бюро.
Після того, як Марті вчасно відмиває 8 мільйонів доларів, картель негайно доставляє ще 50 мільйонів — перші з 500 мільйонів, які він пообіцяв відмити. Марті пропонує Делю план: розповсюджувати героїн Снеллів, в той час, як останні дозволять побудувати казино на їхній землі, щоб відмивати гроші картелю. Дель і Снелли погоджуються, але їхній домовленості прийшов кінець після того, як Дарлін застрелила Деля через те, що він обізвав її реднеком.
Паралельно цим подіям своє розслідування проводить ФБР. Агент ФБР Рой Петті (Джейсон Батлер Гарнер) прибуває в Озарк, оскільки переконаний, що Марті причетний до смерті Брюса. Щоб роздобути інформацію про Бьорда, він заводить роман із дядьком Рут — Рассом Ленгмором (Марк Менчака). Він записує на диктофон зізнання Расса про те, що він більше не буде намагатись вбити Марті Бьорда. Це змушує Расса стати інформатором проти Рут, яку Рой планує зробити інформатором проти Марті. Після того, як Рассу не вдалося отримати зізнання від Рут, він разом зі своїм братом Бойдом (Крістофер Джеймс Бейкер) вирішує пограбувати й вбити Бьорда, а потім залишити місто. Рут підозрює, що її дядьки збираються вбити Марті, і тому наважується на їхнє вбивство.

### Другий сезон
У другому сезоні картель Наварро і Снелли продовжують переговори щодо будівництва казино. В Озарк прибуває Гелен Пірс (Джанет Мактір) — адвокат картелю, яка дізнавшись про те, що Снелли причетні до вбивства Деля, готова про це забути, але вимагає компенсації. Щоб заплатити картелю за втрату Деля і врятувати Дарлін, Джейкоб наважується на вбивство їхнього сурогатного сина Еша (Майкл Турек).
Марті та Венді намагаються отримати дозвіл на будівництво казино. Для цього вони звертаються до Чарлза Вілкса (Даррен Голдштейн) — багатого бізнесмена і політичного донора. Завдяки Вілксу законопроєкт про казино прийнятий, але за свою підтримку він хоче отримати прилеглу до казино землю для свого бізнесу. Венді використовує мережу для відмивання грошей, яку створив Джона, щоб зробити пожертву на благодійний фонд Вілкса. Коли Венді повідомляє йому, що він отримав гроші картелю, Вілкс розуміє, що його шантажують і тому він змушений продовжувати підтримувати проєкт казино. Вілкс домовляється про зустріч Бьордів із членами комісії з грального бізнесу, голова якої вимагає без профспілкової співпраці в обмін на його підтримку. Марті погоджується, хоч і розуміє, що порушує свою домовленість із головою мафії Канзас-Сіті Френком Косгроувом (Джон Бедфорд Ллойд).
Тим часом Рой Петті через компромат змушує Рейчел стати інформатором проти Бьорда. Вона носить прослушку і намагається отримати докази проти Марті. Це допомагає Рою отримати ордер на обшук дому Бьордів. Також він допитує Марті і розказує, що Рут намагалася вбити його таким же способом, як і її дядьків, виставляючи Рут інформатором. Через небезпеку з боку ФБР Гелен каже Снеллам спалити їхні маки, але вони відмовляються. Венді допомагає своєму сусідові Бадді (Гарріс Юлін) проникнути на ферму Снеллів і спалити макове поле. Це призводить до ворожнечі між картелем і Снеллами: Дарлін змішує героїн, який розповсюджує картель Наварро, з фентанілом як помста за наполегливість картелю спалити їхні маки, а картель у відповідь влаштовує засідку на Снеллів. Після цього Марті і Гелен повідомляють Джейкобу, що уряд має законні права конфіскувати землю для казино, якщо Снелли не продадуть її. Джейкоб погоджується і вирішує вбити свою дружину, щоб зберегти мир. Але Дарлін здогадалася про його наміри і вбила Джейкоба, отруївши його каву ціанідом. Після цього вона через погрози всиновлює Зіка — сина покійного пастора Мейсона, якого вбив Марті.
Після невдалого розслідування Рой іде на рибалку, де свариться із Кейдом (Тревор Лонг) — батьком Рут, який вбиває Роя, а потім топить його тіло. Після цього він планує втекти з Озарка, але йому потрібні гроші. Для цього він шантажує Рут, погрожуючи розказати Ваятту, що вона вбила Расса і Бойда. Рут відмовляється допомагати Кейду, і сама розповідає Ваятту всю правду, який у відчаї їде геть. Кейд нападає на Шарлотту, яка намагається знайти Ваятта, щоб отримати гроші Марті. Венді пропонує йому 500 тисяч доларів, щоб він покинув місто. Він забирає гроші і їде геть, але виявляється, що ця виплата — пастка, і Нельсон (Нельсон Бонілла) вбиває його із засідки.
Казино затверджено, і Марті починає планувати втечу своєї сім'ї до Австралії, а бізнес картелю залишити Рут, яка на це погоджується. Але на церемонії відкриття казино Венді каже Марті, що їхня сім'я залишається в Озарку, тому що це найкращий вибір для них. Тим часом Френк підриває офіс Бьорда як попередження, що проблему з профспілкою треба вирішити.

### Третій сезон
У третьому сезоні Марті і Венді конфліктують через те, що вона запропонувала лідеру картелю Омару Наварро (Фелікс Соліс) розширити його бізнес через законні підприємства. На думку Венді це хороша ідея, яка укріпить їхні позиції, а Марті вважає цей план занадто ризикованим. Саме тому він намагається завадити їй купити нове казино у сім'ї Кнарлсонів, власника якого він переконує відмовити Венді, а потім платить Френку, з яким йому вдалося владнати конфлікт, щоб його люди спричинили пожежу у конкурентів Кнарлсонів і щоб останні відмовили його дружині. Але попри це Венді вдається купити спершу казино, а потім і готель Кнарлсонів.
Тим часом ФБР повідомляє Марті, що проведе аудит всього його бізнесу. В Озарк прибуває Мая Міллер (Джессіка Френсіс Дюкс) — судовий бухгалтер ФБР, яка пропонує Бьорду угоду, яка передбачає вісімнадцять місяців ув'язнення з його подальшою роботою на ФБР. Марті спершу погоджується, але після того, як його викрав картель, вирішує скомпрометувати і переманити її на свій бік. Також в Озарк приїжджає Бен (Том Пелфрі) — брат Венді, який страждає біполярним розладом. Венді розповідає йому правду про те, на кого вони працюють. В Бена складаються романтичні стосунки з Рут, через що він припиняє вживати ліки.
Коли люди Френка Косгроува-молодшого (Джозеф Сікора) прибувають в призначене місце, щоб вкотре передати гроші Рут, на них нападає картель Лагунас. Вони вбивають людей Френка і підривають його вантажівку. Це призводить до багатьох наслідків: Френк-молодший, який винить Рут у смерті своїх людей, нападає на неї, через що її госпіталізують; Марті припиняє співпрацю з Френком-старшим через напад його сина на Рут і оскільки виявилось, що серед його людей, які загинули, був донощик; Бен намагається помститися за Рут Френку-молодшому, але йому це не вдається. Він напивається і приходить на вечірку щодо благодійного фонду, б'є Марті і потрапляє в психіатричну лікарню. Але Дарлін, яка найняла Ваятта на свою ферму і завела з ним роман, допомагає Бену вийти з лікарні. Після цього він приходить до Гелен, кричить на неї і розповідає її доньці всю правду про її маму. Гелен хоче вбити Бена за це, але Венді вивозить його за межі міста. Через неконтрольовану поведінку Бена Венді змушена кинути його в ресторані і повідомити про його місцезнаходження, після чого за ним приїжджає Нельсон.
Рут звинувачує Венді у смерті Бена і її батька Кейда. Венді каже, що це Рут винна, оскільки через неї Бен вийшов із лікарні. Рут називає Венді боягузом і звільняється. Дарлін мстить Френку-молодшому за Рут, якій пропонує працювати на неї. Після цього вона зустрічається із батьком Френка і, як жест примирення, пропонує співпрацювати. Тим часом Гелен повідомляє Наварро, що хоче взяти на себе управління бізнесом Бьордів. Вона домовляється з Вілксом щодо отримання ліцензії на казино. Марті і Венді розуміють, що їм треба довести Наварро, що вони більш цінні, ніж Гелен. Венді пропонує закінчити війну картелів. Для цього Марті надає Маї фотографії з відеозапису дрона Джони, які доводять, що картель Лагунас був на території США і дозволяють уряду відправити війська за ними.
Наварро хоче, щоб Бьорди і Гелен прибули на хрещення його сина в Мексику. Перед тим, як сісти в літак, Мая дзвонить Марті і повідомляє, що агент Тревор (Маккінлі Белчер III) дав Гелен копію його зізнання, яке він раніше зробив для неї. Коли вони прибувають в Мексику, Нельсон вбиває Гелен, а Наварро обіймає Бьордів і каже, що це новий початок.

### Четвертий сезон
Здається, що звільнення з-під влади картелю вже зовсім близько, але розрив сімейних стосунків може привести родину Бердів до повного краху.

## Акторський склад і персонажі

### Головні ролі
- Джейсон Бейтман — Мартін «Марті» Бьорд — чоловік Венді, батько Шарлотти та Джони. Він був самозайнятим фінансовим консультантом в Чикаго у 2007 році, відколи разом зі своїм діловим партнером почав відмивати гроші для мексиканського наркокартелю.[5]
- Лора Лінні — Венді Бьорд (уроджена Девіс) — дружина Марті, мати Шарлотти та Джони. До переїзду в Озарк вона працювала агентом зі зв'язків із громадськістю для політичних кампаній; в Озарку вона стала стейджером для місцевого рієлтора, а потім лобістом пропозиції Марті побудувати казино.[4]
- Софія Г'юбліц — Шарлотта Бьорд — дочка-підліток Марті і Венді, сестра Джони.[12]
- Скайлар Гертнер — Джона Бьорд — син-підліток Марті і Венді, брат Шарлотти.[12]
- Джулія Гарнер — Рут Ленгмор — дочка Кейда, двоюрідна сестра Ваятта і Трійки. Молода жінка, яка є частиною місцевої кримінальної сім'ї.[13]
- Джордана Спіро — Рейчел Гаррісон — власниця бара і готелю «Блю Кет», а також вимушений діловий партнер Марті. (сезони 1-2)[14]
- Джейсон Батлер Гарнер — Рой Петті — агент ФБР, який розслідує справу Марті. (сезони 1-2)[14]
- Есай Моралес — Каміно «Дель» Дель Ріо — заступник мексиканського наркокартелю Наварро. (1 сезон)[15]
- Пітер Маллан — Джейкоб Снелл — чоловік Дарлін, утверджений місцевий виробник героїну. (сезони 1-2)[14]
- Ліза Емері — Дарлін Снелл — дружина Джейкоба і його партнер в героїновому бізнесі.[16]
- Чарлі Таген — Ваятт Ленгмор — старший син Расса, брат Трійки і кузен Рут. (2 сезон— дотепер; 1 сезон— другорядна роль)[12]
- Джанет Мактір — Гелен Пірс — адвокат із Чикаго, яка представляє картель. (3 сезон; 2 сезон— другорядна роль)[16][17]
- Том Пелфрі — Бен Девіс — брат Венді, дядько Шарлотти і Джони. Страждає біполярним розладом. (3 сезон)[16]
- Джессіка Френсіс Дюкс — Мая Міллер — судовий бухгалтер ФБР, яка розслідує гральний бізнес Бьордів. (3 сезон)[16]
- Фелікс Соліс — Омар Наварро — лідер другого за величиною мексиканського наркокартелю, який веде війну з картелем Лагунас. (4 сезон; 3 сезон — другорядна роль)[18]
- Даміан Янг — Джим Раттельсдорф — права рука Вілкса (4 сезон; сезони 2-3 — другорядна роль)[18]
- Адам Ротенберг — Мел Саттем — опальний коп, який тепер працює приватним детективом (4 сезон)[18]
- Альфонсо Еррера — Хаві Елізондро — заступник картелю Наварро (4 сезон)[18]

### Другорядні та епізодичні ролі
- Карсон Голмс — Трійка Ленгмор — молодший син Расса, брат Ваятта і кузен Рут[12]
- Маккінлі Белчер III — Тревор Еванс — агент ФБР і колишній коханець Петті[12]
- Роберт Тревейлер — шериф Джон Нікс, який в боргу перед Снеллами[12]
- Кевін Л. Джонсон — Сем Дермоді — агент нерухомості в Озарку[19]
- Еван Джордж Вуразеріс — Так — працівник в «Блю Кет» і перший друг Джони в Озарку (сезони 1-2)[20]
- Тревор Лонг — Кейд Ленгмор — батько Рут і брат Расса і Бойда (сезони 1-2)[14]
- Майкл Мослі — пастор Мейсон Янг (сезони 1-2)[21]
- Гарріс Юлін — Бадді Дікер — невиліковно хворий жилець Бьордів (сезони 1-2)[22]
- Майкл Турек — Еш — сурогатний син і поплічник Снеллів (сезони 1-2)
- Марк Менчака — Расс Ленгмор — батько Ваятта і Трійки, дядько Рут і брат Бойда і Кейда (1 сезон, гостьова роль— 2 сезон)[15]
- Джош Рендалл — Брюс Лідделл — діловий партнер Марті в Чикаго (1 сезон)
- Крістофер Джеймс Бейкер — Бойд Ленгмор — дядько Рут, Ваятта і Трійки, а також брат Расса і Кейда (1 сезон)[15]
- Адам Боєр— Боббі Дін — власник стриптиз-клубу «Лікеті Сплітс» (1 сезон)
- Бетані Енн Лінд — Грейс Янг — вагітна дружина пастора Мейсона Янга (1 сезон)[15]
- Шерон Блеквуд — Євгенія Дермоді — турботлива мама Сема, яка його контролює і працює на його бізнес у сфері нерухомості (1 сезон)
- Джозеф Мелендез — Гарсія — бандит Деля (1 сезон)[15]
- Даррен Голдштейн — Чарлз Вілкс — багатий бізнесмен і політичний донор (2 сезон— дотепер)[23]
- Нельсон Бонілла — Нельсон — бандит Пірс (2 сезон— дотепер)[24]
- Мелісса Сент-Аманд — Джейд — стриптизерка, яка заводить стосунки зі Семом (2 сезон— дотепер)
- Педро Лопес — Хорхе Мендоса — член картелю Наварро (2 сезон— дотепер)
- Джон Бедфорд Ллойд — Френк Косгроув — власник транспортної компанії й голова мафії Канзас-Сіті (2 сезон— дотепер)[25]
- Джозеф Сікора — Френк Косгроув-молодший — син Френка Косгроува і член мафії Канзас-Сіті (3 сезон)[16]
- Мері-Луїз Берк — Сью Шелбі — психотерапевт Бьордів (3 сезон)[12]
- Медісон Томпсон — Ерин Пірс — дочка Гелен (3 сезон)[26]
- Бруно Бічір — священник Наварро (4 сезон)[18]
- Катріна Ленк — Клер Шоу — голова біофармацевтичної компанії (4 сезон)[18]
- CC Кастільйо — шериф Лі Герреро (4 сезон)[18]
- Ерік Ладін — Керрі (4 сезон)[27]
- Брюс Девісон — Рендалл Шейфер (4 сезон)[28]
- Вероніка Фалькон — Каміла (4 сезон)[29]
- Алі Строкер — Чарльз-Енн (4 сезон)[29]

## Український дубляж та закадрове озвучення

### Українське багатоголосе закадрове озвучення «AdrianZP»
У 2019—2020 роках 1-3 сезони серіалу Озарк переклала українською ГО "Локалізаційна спілка «Шлякбитраф», а багатоголосе закадрове озвучення 1-3 сезонів, на основі цього перекладу, створила студія «AdrianZP».

### Український дубляж студії «Так Треба Продакшн» на замовлення компанії «Netflix»
- Андрій Твердак — Мартін «Марті» Бьорд
- Тамара Морозова — Венді Бьорд
- Діана Кузьмінова — Шарлотта Бьорд
- Дем'ян Шиян — Джона Бьорд
- Анастасія Павленко — Рут Ленгмор
- Вячеслав Скорик — Бен
- Лідія Муращенко — Гелен
- Олена Бліннікова — Мая
- А також: Володимир Терещук, Дмитро Терещук, Олександр Шевчук, Олесь Гімбаржевський, Євген Пашин, Павло Скороходько, Тетяна Руда, Сергій Ладєсов, Владислав Пупков, Борис Георгієвський, Михайло Жонін, Анна Артем'єва, Вікторія Левченко, Андрій Соболєв, Андрій Федінчик, Михайло Войчук, Богдан Крепак, Роман Чорний, Наталія Надірадзе, Юрій Гребельник, Валентина Сова, Тетяна Руда, Кирило Татарченко, Євген Малуха, Руслан Драпалюк, Роман Семисал, Людмила Чиншева, Ганна Соболєва, Вероніка Лук'яненко, Михайло Кришталь

Серіал дубльовано студією «Так Треба Продакшн» на замовлення компанії «Netflix» у 2021 році.
- Перекладач — Ольга Переходченко
- Режисер дубляжу — Наталія Надірадзе
- Звукорежисер — Сергій Ваніфатьєв
- Менеджер проєкту — Ольга Чернявська

## Виробництво

### Створення
Шоу відбувається в невеличкому набережному курорті на озері Озарк, натхненне курортом «Олгонна» і мариною, де творець серіалу Білл Дюбюк працював робітником доку під час відвідування коледжу в Міссурі упродовж 1980-их. Спочатку очікувалось, що Джейсон Бейтман буде єдиним режисером в першому сезоні, але через напружений графік у нього не було достатньо часу для підготовки, тому він зняв лише перші два і останні два епізоди.
З метою зробити «Озарк» якомога реалістичнішим і правильнішим при описуванні відмивання грошей, продюсери серіалу залучили до команди сценаристів агента ФБР, який займається фінансовими злочинами. Щоб дізнатися про переміщення великих сум грошей, вони також запросили менеджера гедж-фонду. Beam Solutions, компанія з розробки програмного забезпечення для запобігання відмиванню грошей, оцінила точність серіалу як «водночас правдободібну і дуже креативну.»
15 серпня 2017 року серіал продовжили на другий сезон з десяти епізодів. 10 жовтня 2018 року серіал продовжили на третій сезон з десяти епізодів. 30 червня 2020 року серіал продовжили на четвертий сезон, який стане останнім, і буде складатися з чотирнадцяти епізодів, розділених на дві частини. Перша частина цього сезону вийшла 21 січня 2022 року.

### Зйомки
Більшість знімальних локацій знаходяться в районі Атланти на озерах Аллатуна і Ланьєр, аніж на озері Озарк через податкові пільги, запропоновані штатом Джорджія. Знімальна група збудувала знімальний майданчик у Джорджії після детального вивчення власності курорту «Олгонна». Деякі сцени зняті в локаціях Чикаго. Лише декілька сцен серіалу, таких як зйомки місцевої знаменитої вивіски «Ласкаво просимо в озеро Озарк» і статуї маффлер-мена індіанця Джо, були зняті в Лейк-Озарку, штат Міссурі.

### Операторська робота
У першому сезоні оператором перших двох епізодів був Пепе Авіла дель Піно, який у 2018 році був номінований на премію Американського товариства кінооператорів за роботу над пілотним епізодом серіалу «Двійка». Над п'ятим і шостим епізодами працював Майкл Грейді, а оператором решти епізодів виступив Бен Катчінс, який вже працював разом із Бейтманом у фільмі «Найдовший тиждень», який вийшов на екрани у 2014 році. За свою роботу над епізодом «Дзвін» Катчінс отримав номінацію на прайм-тайм творчу премію «Еммі» у 2018 році. У другому сезоні операторами були Катчінс і Армандо Салас, які зняли по п'ять епізодів. У третьому сезоні Катчінс зняв три епізоди, Салас — шість, а Мануель Біллетер, який приєднався до команди операторів, відзняв епізод «Це прийшло із Мічоакану».
Щоб створити для серіалу особливий стиль, який рідко можна побачити на телебаченні, Катчінс, Бейтман і Пепе Авіла дель Піно обговорювали зйомки з обмеженим освітленням. У роботі над серіалом вони посилались на ранні фільми Девіда Фінчера, австралійський кримінально-драматичний фільм «За законами вовків» і операторську роботу Гордона Вілліса у неонуарному фільмі-трилері «Клют». Метою було знімати сцени за один підхід, щоб якнайменше використовувати монтаж. Вони не використовували зум-об'єктивів. Перші два сезони шоу зняті на камеру «Varicam» від «Panasonic» через необхідність знімати в 4K і через те, що камера добре працює при низькому рівні освітлення. Третій сезон знятий на «Venice» від компанії «Sony». У перших двох сезонах оператори використовували переважно 27 мм або 32 мм об'єктиви фірм «Cooke» і «Zeiss», а для сцен в Чикаго об'єктиви фірми «Vantage». У третьому сезоні вони послуговувалися здебільшого об'єктивами «Vantage», особливо для денних екстер'єрів і «Summicron» від компанії «Leica». Їхньою метою було наближати камеру якомога ближче до акторів, щоб в аудиторії виникало відчуття, наче це від першої особи.
При методі освітлення Катчінс намагався якомога більше використовувати практичних джерел світла, але не у великій кількості. Переважно це було єдине джерело світла, яким слугувало або сонце, або найпотужніша лампа в кімнаті. Також він використовував світлодіодні джерела, щоб надати необхідну форму світлу.
Серіалу притаманна холодна палітра кольорів завдяки розміщеній всередині камери таблиці пошуку, або lookup table, яка створює своєрідний ціановий відтінок, який був удосконалений впродовж перших двох сезонів, а також через роботу в постпродукції.

### Вступні титри

Вступні титри у першому епізоді першого сезону

Графічний дизайнер Фред Девіс створив білу букву «О», яка з'являється на чорному фоні на початку кожного епізоду. Всередині літера «О» поділена на чотири частини, в яких є чотири символи, які передвіщають головні сюжетні моменти епізоду. Крім того, кожне з цих намальованих символічних зображень з'являється для відображення решти літер в слові «Озарк» (англ. «Ozark»). Наприклад, у першому епізоді першого сезону чоловік, який стоїть на колінах зі зв'язаними руками — це Марті, який благає боса наркокартелю зберегти йому життя, і який відображає букву «З» (англ. «Z»); будівля — це чиказький хмарочос, який можна побачити під час розмови Венді з її коханцем, який відображає букву «А»; пістолет, яким Дель знищив ділових партнерів Марті, відображає букву «Р» (англ. «R»); і падаючий чоловік — це коханець Венді, вбитий членами наркокартелю, який відображає букву «К».

## Епізоди
|   | 1 | 10 | 10                  | 21 липня 2017 року   | 21 липня 2017 року   | 21 липня 2017 року   |
|   | 2 | 10 | 10                  | 31 серпня 2018 року  | 31 серпня 2018 року  | 31 серпня 2018 року  |
|   | 3 | 10 | 10                  | 27 березня 2020 року | 27 березня 2020 року | 27 березня 2020 року |
|   | 4 | 14 | 7                   | 21 січня 2022 року   | 21 січня 2022 року   | 21 січня 2022 року   |
| 7 | 4 | 14 | 29 квітня 2022 року | 29 квітня 2022 року  | 29 квітня 2022 року  |                      |

### Сезон 1 (2017)
| № серії (загалом) | № серії (в сезоні) | Назва серії                                       | Режисер(и)      | Сценарист(и)                                                 | Оригінальна дата виходу |
| ----------------- | ------------------ | ------------------------------------------------- | --------------- | ------------------------------------------------------------ | ----------------------- |
| 1                 | 1                  | «Солодкий кіл» «Sugarwood»                        | Джейсон Бейтман | Історія: Білл Дюбюк і Марк Вільямс Телеадаптація: Білл Дюбюк | 21 липня 2017 року      |
| 2                 | 2                  | «Голубий сом» «Blue Cat»                          | Джейсон Бейтман | Історія: Білл Дюбюк і Марк Вільямс Телеадаптація: Білл Дюбюк | 21 липня 2017 року      |
| 3                 | 3                  | «Мій вислизущий сон» «My Dripping Sleep»          | Деніел Сакгайм  | Раян Фарлі                                                   | 21 липня 2017 року      |
| 4                 | 4                  | «Сьогодні ми імпровізуємо» «Tonight We Improvise» | Деніел Сакгайм  | Пол Колсбі                                                   | 21 липня 2017 року      |
| 5                 | 5                  | «Вирішальні дні» «Ruling Days»                    | Ендрю Бернштейн | Мартін Циммерман                                             | 21 липня 2017 року      |
| 6                 | 6                  | «Книга Рут» «Book of Ruth»                        | Ендрю Бернштейн | Віт Андерсон                                                 | 21 липня 2017 року      |
| 7                 | 7                  | «Шпаківня» «Nest Box»                             | Еллен Курас     | Елісон Фелтес                                                | 21 липня 2017 року      |
| 8                 | 8                  | «Калейдоскоп» «Kaleidoscope»                      | Еллен Курас     | Раян Фарлі                                                   | 21 липня 2017 року      |
| 9                 | 9                  | «Чорна кава» «Coffee, Black»                      | Джейсон Бейтман | Віт Андерсон                                                 | 21 липня 2017 року      |
| 10                | 10                 | «Дзвін» «The Toll»                                | Джейсон Бейтман | Кріс Манді                                                   | 21 липня 2017 року      |

### Сезон 2 (2018)
| № серії (загалом) | № серії (в сезоні) | Назва серії                                            | Режисер(и)      | Сценарист(и)                  | Оригінальна дата виходу |
| ----------------- | ------------------ | ------------------------------------------------------ | --------------- | ----------------------------- | ----------------------- |
| 11                | 1                  | «Компенсації» «Reparations»                            | Джейсон Бейтман | Кріс Манді                    | 31 серпня 2018 року     |
| 12                | 2                  | «Дорогоцінна кров Ісуса» «The Precious Blood of Jesus» | Джейсон Бейтман | Девід Менсон                  | 31 серпня 2018 року     |
| 13                | 3                  | «Після того, як Ленгмор» «Once a Langmore...»          | Ендрю Бернштейн | Елісон Фелтес                 | 31 серпня 2018 року     |
| 14                | 4                  | «Олень» «Stag»                                         | Ендрю Бернштейн | Раян Фарлі                    | 31 серпня 2018 року     |
| 15                | 5                  | «День гри» «Game Day»                                  | Філ Абрагам     | Пол Колсбі                    | 31 серпня 2018 року     |
| 16                | 6                  | «Зовнішня тьма» «Outer Darkness»                       | Філ Абрагам     | Нін Чжоу                      | 31 серпня 2018 року     |
| 17                | 7                  | «Єдиний шлях» «One Way Out»                            | Алік Сахаров    | Мартін Циммерман              | 31 серпня 2018 року     |
| 18                | 8                  | «Вічний сон» «The Big Sleep»                           | Алік Сахаров    | Девід Менсон                  | 31 серпня 2018 року     |
| 19                | 9                  | «Борсук» «The Badger»                                  | Бен Семанофф    | Пол Колсбі і Мартін Циммерман | 31 серпня 2018 року     |
| 20                | 10                 | «Золотий берег» «The Gold Coast»                       | Аманда Марсаліс | Кріс Манді                    | 31 серпня 2018 року     |

### Сезон 3 (2020)
| № серії (загалом) | № серії (в сезоні) | Назва серії                                        | Режисер(и)      | Сценарист(и)     | Оригінальна дата виходу |
| ----------------- | ------------------ | -------------------------------------------------- | --------------- | ---------------- | ----------------------- |
| 21                | 1                  | «Воєнний час» «Wartime»                            | Джейсон Бейтман | Кріс Манді       | 27 березня 2020 року    |
| 22                | 2                  | «Громадянський союз» «Civil Union»                 | Джейсон Бейтман | Мартін Циммерман | 27 березня 2020 року    |
| 23                | 3                  | «Кевін Кронін був тут» «Kevin Cronin Was Here»     | Шерін Дабіс     | Мікі Джонсон     | 27 березня 2020 року    |
| 24                | 4                  | «Війна босів» «Boss Fight»                         | Шерін Дабіс     | Джон Шибан       | 27 березня 2020 року    |
| 25                | 5                  | «Це прийшло із Мічоакану» «It Came From Michoacán» | Аманда Марсаліс | Лора Ділі        | 27 березня 2020 року    |
| 26                | 6                  | «Твій дім — мій дім» «Su Casa Es Mi Casa»          | Бен Семанофф    | Пол Колсбі       | 27 березня 2020 року    |
| 27                | 7                  | «В екстреному випадку» «In Case of Emergency»      | Алік Сахаров    | Нін Чжоу         | 27 березня 2020 року    |
| 28                | 8                  | «Найкращий друг» «BFF»                             | Алік Сахаров    | Джон Шибан       | 27 березня 2020 року    |
| 29                | 9                  | «Вогняно-рожевий» «Fire Pink»                      | Алік Сахаров    | Мікі Джонсон     | 27 березня 2020 року    |
| 30                | 10                 | «Ва-банк» «All In»                                 | Алік Сахаров    | Кріс Манді       | 27 березня 2020 року    |

### Сезон 4 (2022)
| Частина 1 |    |                                                                      |                 |                                     |                     |
| 31        | 1  | «Початок кінця» «The Beginning of the End»                           | Ендрю Бернштейн | Кріс Манді                          | 21 січня 2022 року  |
| 32        | 2  | «І нехай обертається цей прекрасний світ» «Let the Great World Spin» | Ендрю Бернштейн | Лора Ділі                           | 21 січня 2022 року  |
| 33        | 3  | «Гонитва за поживою» «City on the Make»                              | Ендрю Бернштейн | Мартін Циммерман                    | 21 січня 2022 року  |
| 34        | 4  | «Невезіння» «Ace Deuce»                                              | Алік Сахаров    | Джон Шибан                          | 21 січня 2022 року  |
| 35        | 5  | «Правдоподібне пояснення» «Ellie»                                    | Алік Сахаров    | Пол Колсбі                          | 21 січня 2022 року  |
| 36        | 6  | «Кров понад усе» «Sangre Sobre Todo»                                 | Робін Райт      | Майкл М. Чанг і Джед Рапп Голдштейн | 21 січня 2022 року  |
| 37        | 7  | «Освячений» «Sanctified»                                             | Робін Райт      | Мікі Джонсон                        | 21 січня 2022 року  |
| Частина 2 |    |                                                                      |                 |                                     |                     |
| 38        | 8  | «Маленька смерть» «The Cousin of Death»                              | Аманда Марсаліс | Кріс Манді                          | 29 квітня 2022 року |
| 39        | 9  | «Вибери бога й молися» «Pick a God and Pray»                         | Аманда Марсаліс | Лаура Ділі                          | 29 квітня 2022 року |
| 40        | 10 | «Ти — бос» «You're the Boss»                                         | Мелісса Хіккі   | Джон Шиба                           | 29 квітня 2022 року |
| 41        | 11 | «Усе ще живий» «Pound of Flesh and Still Kickin'»                    | Лора Лінні      | Нін Чжоу                            | 29 квітня 2022 року |
| 42        | 12 | «У каламутній воді» «Trouble The Water»                              | Аманда Марсаліс | Пол Колсбі, Мартін Ціммерман        | 29 квітня 2022 року |
| 43        | 13 | «Бруд» «Mud»                                                         | Аманда Марсаліс | Мікі Джонсон                        | 29 квітня 2022 року |
| 44        | 14 | «Важкий шлях» «A Hard Way to Go»                                     | Джейсон Бейтман | Кріс Манді                          | 29 квітня 2022 року |

## Сприйняття

### Відгуки критиків
| Сезон | Сезон | Відгуки критиків    | Відгуки критиків |
| Сезон | Сезон | Rotten Tomatoes     | Metacritic       |
| ----- | ----- | ------------------- | ---------------- |
|       | 1     | 70 % (69 рецензій)  | 66 (29 рецензій) |
|       | 2     | 76 % (45 рецензій)  | 59 (14 рецензій) |
|       | 3     | 97 % (31 рецензії)  | 77 (11 рецензій) |
|       | Всі   | 81 % (145 рецензій) | 66 (54 рецензій) |

#### Сезон 1
На сайті-агрегаторі рецензій Rotten Tomatoes перший сезон має 70 % «свіжості» на основі 69 рецензій із середнім рейтингом 6,84/10. Критичний консенсус сайту стверджує: «„Озарк“ ще не досяг висот класичних кримінальних драм, з якими його неодмінно будуть порівнювати, проте в ньому присутній міцний закручений сюжет і захоплююча гра Бейтмана, що залишає надію на ще більший потенціал.» На Metacritic серіал отримав 66 балів зі 100 на основі 29 рецензій від кінокритиків, що свідчить про «загалом позитивні рецензії».
Браян Лоурі з CNN написав: «В той час як концепція „риба не у воді“ є однією з найстаріших на телебаченні, „Озарк“ прокладає свій власний шлях за допомогою розумних твістів — включно із запізнілим флешбеком, який пояснює, як картель увійшов в його життя — і явно сильної акторської гри.» Телекритик Соня Сарайя з Variety вважає, що «Озарк» «розумний, добре продуманий і щось говорить», і що серіал «є одним цілим через обеззброюючу і оманливо складну гру Бейтмана в ролі Марті.» Тім Довлінґ із The Guardian написав: «Лора Лінні, як завжди, неперевершена.»
Критики позитивно порівняли шоу із серіалом «Пуститися берега», оскільки в обидвох є, здавалось б, нормальний головний герой, який несподівано поринув у кримінальний світ. Нік Гановер написав у Film Daily: «Щойно Ви забудете про поверхневу схожість, „Озарк“ стає чимось особливим і винахідливим, напруженою кримінальною оперою, в якій пейзаж є такою ж зіркою, як і будь-хто з акторського складу.»

#### Сезон 2
На Rotten Tomatoes другий сезон має рейтинг 76 % на основі 45 рецензій із середнім балом 6,54/10. Критичний консенсус сайту стверджує: «Захоплююче і розважальне, якщо не особливо утруднене, занурення „Озарка“ в темніші води утримується на плаву завдяки черговому неперевершеному повороту від Лори Лінні.» На Metacritic серіал отримав 59 балів зі 100 на основі 14 рецензій, що свідчить про «змішані рецензії».
Бен Треверс з IndieWire відзначив акторську гру Бейтмана і Лінні, але, на його думку другому сезону «не вистачає терміновості», а Деніел Даддаріо із Variety вважає, що «у другому сезоні серіалу мало бентежних відкриттів, немає підсилення тих тем, які у нього є, і практично немає справжніх кроків назовні герметичного світу, спільного для Бьордів.» Річард Ловсон із Vanity Fair стверджує, що «другий сезон досі доволі захоплюючий і везе нас на екскурсію по Міссурі, який переповнений хабарництвом і корупцією.»
Елісон Формен із Mashable написала, що у кримінальних драмах «жіночі персонажі не більше ніж „емоційний корм“ для чоловічих історій», однак: «у другому сезоні „Озарка“ у всіх десяти епізодах є переможні історії жінок, які конкурують із ансамблем складних персонажів серіалу HBO „Клан Сопрано“.»

#### Сезон 3
На Rotten Tomatoes третій сезон має рейтинг 97 % на основі 31 рецензії із середнім балом 7,98/10. Критичний консенсус сайту стверджує: «„Озарк“ нарешті знаходить свою опору в третьому сезоні, яка посилює напругу і звертає більшу увагу на виняткову гру Лори Лінні.» На Metacritic серіал отримав 77 балів зі 100 на основі 12 рецензій, що свідчить про «загалом позитивні рецензії».
Бен Треверс із IndieWire похвалив третій сезон, назвавши його «помітним покращенням порівнюючи з другим сезоном» і написав, що він «привабливий, добре зіграний (Лінні і Бейтман справді вражаючі), а похмуро-синя і зелена колірна гама залишається незрівнянним задавачем тону.» Брюс Міллер із Sioux City Journal вважає, що найбільшою перевагою серіалу є «те, як вони маневрують навколо своїх недоброзичливців.» Ед Каммінг із The Independent написав: «Виконавці головних ролей неперевершені, особливо Лінні і Гарнер, а режисура утримує справи в точці найвищої напруги, яка освітлена так тьмяно, що навіть сонце здається пригніченим.» Річард Рупер із Chicago Sun-Times позитивно відгукнувся про сезон і написав, що «Джулія Гарнер продовжує виконувати нищівну роботу в ролі дотепної, жорстокої і складної, але також вразливої Рут, яка залишається найбільш співчутливим персонажем в шоу.»
Тім Грірсон із MEL Magazine вважає, що у третьому сезоні найбільше хвилювання викликає шлюб Марті і Венді, який більше не працює. На його думку всі їхні розбіжності побудовані на старих проблемах, які «завжди були в центрі серіалу, але тепер, коли Венді стала більш рішучою і їй стало комфортніше з їхнім кримінальним способом життя, її амбіції борються з її чоловіком.»

#### Сезон 4
На Rotten Tomatoes четвертий сезон має рейтинг 94 % на основі 16 рецензій із середнім балом 7,60/10. На Metacritic серіал отримав 73 бали зі 100 на основі 9 рецензій, що свідчить про «загалом позитивні рецензії».

### Нагороди і номінації
| Рік     | Нагорода                                    | Категорія                                                                                   | Номінант(и) | Результат | Посилання     |
| ------- | ------------------------------------------- | ------------------------------------------------------------------------------------------- | --- | --------- | ------------- |
| Сезон 1 |                                             |                                                                                             | |           |               |
| 2018    | Золотий глобус                              | Найкраща чоловіча роль серіалу — драма                                                      | Джейсон Бейтман | Номінація | [ 76 ]        |
| 2018    | Золота котушка                              | Найкращий монтаж звуку — епізодична довга форма — музичний або мюзикл                       | Джейсон Треґо Ньюман і Браянт Фурман | Номінація | [ 77 ]        |
| 2018    | Золота котушка                              | Найкращий монтаж звуку — епізодична довга форма — діалог або ADR                            | Нік Форшагер, Стів Ґраббс і Тодд Нісен (за епізод «Дзвін») | Номінація | [ 77 ]        |
| 2018    | Золота котушка                              | Найкращий монтаж звуку — епізодична довга форма — Ефекти або шуми                           | Нік Форшагер, Стів Ґраббс, Метт Темпл, Джефф Кренфорд і Деніел Рафаель (за епізод «Дзвін») | Перемога  | [ 77 ]        |
| 2018    | Премія Гільдії спеціалістів з місць зйомок  | Найкращі локації в сучасному телесеріалі                                                    | Вес Геган, Кевін Довлінґ і Патрік Рофолі | Перемога  | [ 78 ]        |
| 2018    | Вибір народу                                | Улюблений актор драматичного серіалу                                                        | Джейсон Бейтман | Номінація | [ 79 ]        |
| 2018    | Вибір народу                                | Шоу, яке варто переглянути за раз                                                           | «Озарк» | Номінація | [ 79 ]        |
| 2018    | Прайм-тайм премія «Еммі»                    | Найкраща чоловіча роль у драматичному серіалі                                               | Джейсон Бейтман | Номінація | [ 42 ]        |
| 2018    | Прайм-тайм премія «Еммі»                    | Найкраща режисура драматичного серіалу                                                      | Деніел Сакгайм (за епізод «Сьогодні ми імпровізуємо») | Номінація | [ 42 ]        |
| 2018    | Прайм-тайм премія «Еммі»                    | Найкраща режисура драматичного серіалу                                                      | Джейсон Бейтман (за епізод «Дзвін») | Номінація | [ 42 ]        |
| 2018    | Прайм-тайм творча премія «Еммі»             | Найкраща операторська робота одногодинного серіалу, знятого однією камерою                  | Бен Катчінс (за епізод «Дзвін») | Номінація | [ 42 ]        |
| 2018    | Прайм-тайм творча премія «Еммі»             | Найкраща художня постановка для опису сучасної програми (одногодинної або довше)            | Дерек Р. Гілл, Джон Річардсон і Чак Поттер (за епізод «Мій вислизущий сон») | Номінація | [ 42 ]        |
| 2018    | Премія Гільдії кіноакторів США              | Найкраща чоловіча роль у драматичному серіалі                                               | Джейсон Бейтман | Номінація | [ 80 ]        |
| 2018    | Премія Гільдії кіноакторів США              | Найкраща жіноча роль у драматичному серіалі                                                 | Лора Лінні | Номінація | [ 80 ]        |
| 2018    | Премія Гільдії сценаристів США              | Найкращий сценарій нового серіалу                                                           | Віт Андерсон, Білл Дюбюк, Пол Колсбі, Марк Вільямс, Мартін Циммерман, Раян Фарлі, Елісон Фелтес і Кріс Манді | Номінація | [ 81 ]        |
| 2019    | Американське товариство фахівців з кастингу | Найкращий кастинг драматичного телесеріалу — пілот або перший сезон                         | Алекса Л. Фогель, Тара Фельдштейн Беннетт, Чейз Періс і Джон Орт | Перемога  | [ 82 ]        |
| Сезон 2 |                                             |                                                                                             | |           |               |
| 2019    | Премія монтажерів американського кіно       | Найкращий монтаж драматичного серіалу для некомерційного телебачення                        | Сінді Молло і Гізер Гудвін Флойд (за епізод «Єдиний шлях») | Номінація | [ 83 ]        |
| 2019    | Премія Гільдії художників-постановників США | Найкраща художня постановка для одногодинного сучасного телесеріалу, знятого однією камерою | Дерек Р. Гілл (за епізоди «Після того, як Ленгмор» і «Золотий берег») | Номінація | [ 84 ]        |
| 2019    | Премія Асоціації звукорежисерів США         | Найкраще зведення звуку для одногодинного телесеріалу                                       | Феліпе Борреро, Ларрі Б. Бенджамін, Кевін Валентайн, Філліп Макґован, Метт Говленд і Девід Торрес (за епізод «Борсук») | Номінація | [ 85 ]        |
| 2019    | Вибір телевізійних критиків                 | Найкраща жіноча роль другого плану в драматичному серіалі                                   | Джулія Гарнер | Номінація | [ 86 ]        |
| 2019    | Премія Гільдії режисерів Америки            | Найкраща режисура драматичного серіалу                                                      | Джейсон Бейтман (за епізод «Компенсації») | Номінація | [ 87 ]        |
| 2019    | Gold Derby Awards                           | Найкраща чоловіча роль в драматичному серіалі                                               | Джейсон Бейтман | Номінація | [ 88 ]        |
| 2019    | Gold Derby Awards                           | Найкраща жіноча роль в драматичному серіалі                                                 | Лора Лінні | Номінація | [ 88 ]        |
| 2019    | Gold Derby Awards                           | Найкраща жіноча роль другого плану в драматичному серіалі                                   | Джулія Гарнер | Номінація | [ 88 ]        |
| 2019    | Золотий глобус                              | Найкраща чоловіча роль серіалу — драма                                                      | Джейсон Бейтман | Номінація | [ 89 ]        |
| 2019    | Золота котушка                              | Найкращий монтаж звуку — епізодична довга форма — музичний або мюзикл                       | «Озарк» (за епізод «Золотий берег») | Номінація | [ 90 ]        |
| 2019    | Золота котушка                              | Найкращий монтаж звуку — епізодична довга форма — діалог або ADR                            | «Озарк» (за епізод «Золотий берег») | Номінація | [ 90 ]        |
| 2019    | Прайм-тайм премія «Еммі»                    | Найкращий драматичний серіал                                                                | «Озарк» | Номінація | [ 91 ]        |
| 2019    | Прайм-тайм премія «Еммі»                    | Найкраща чоловіча роль у драматичному серіалі                                               | Джейсон Бейтман | Номінація | [ 91 ]        |
| 2019    | Прайм-тайм премія «Еммі»                    | Найкраща жіноча роль в драматичному серіалі                                                 | Лора Лінні | Номінація | [ 91 ]        |
| 2019    | Прайм-тайм премія «Еммі»                    | Найкраща жіноча роль другого плану в драматичному серіалі                                   | Джулія Гарнер | Перемога  | [ 91 ]        |
| 2019    | Прайм-тайм премія «Еммі»                    | Найкраща режисура драматичного серіалу                                                      | Джейсон Бейтман (за епізод «Компенсації») | Перемога  | [ 91 ]        |
| 2019    | Прайм-тайм творча премія «Еммі»             | Найкращий кастинг драматичного серіалу                                                      | Алекса Л. Фогель, Тара Фельдштейн Беннетт і Чейз Періс | Номінація | [ 92 ]        |
| 2019    | Прайм-тайм творча премія «Еммі»             | Найкраща художня постановка для опису сучасної програми (одногодинної або довше)            | Дерек Р. Гілл, Джон Річардсон і Кім Леолейс (за епізод «Зовнішня тьма») | Номінація | [ 92 ]        |
| 2019    | Прайм-тайм творча премія «Еммі»             | Найкращий монтаж драматичного серіалу, знятого однією камерою                               | Сінді Молло і Гізер Гудвін Флойд (за епізод «Єдиний шлях») | Номінація | [ 92 ]        |
| 2019    | Прайм-тайм творча премія «Еммі»             | Найкраще зведення звуку в комедійному або драматичному серіалі (одногодинному)              | Ларрі Б. Бенджамін, Кевін Валентайн, Феліпе Борреро і Девід Торрес (за епізод «Борсук») | Номінація | [ 92 ]        |
| 2019    | Премія Гільдії продюсерів США               | Найкраще продюсування епізодичного драматичного серіалу                                     | Джейсон Бейтман, Кріс Манді, Білл Дюбюк, Марк Вільямс, Девід Менсон, Елісон Фелтес, Раян Фарлі, Патрік Маркі, Меттью Шпігель і Ерін Мітчелл | Номінація | [ 93 ]        |
| 2019    | Супутник                                    | Найкраща чоловіча роль у телевізійному серіалі — драма                                      | Джейсон Бейтман | Номінація | [ 94 ] [ 95 ] |
| 2019    | Премія Гільдії кіноакторів США              | Найкращий акторський склад у драматичному серіалі                                           | Джейсон Бейтман, Ліза Емері, Скайлар Гертнер, Джулія Гарнер, Даррен Голдштейн, Джейсон Батлер Гарнер, Карсон Голмс, Софія Г'юбліц, Лора Лінні, Тревор Лонг, Джанет Мактір, Пітер Маллан, Джордана Спіро, Чарлі Таген, Роберт Тревейлер і Гарріс Юлін | Номінація | [ 96 ]        |
| 2019    | Премія Гільдії кіноакторів США              | Найкраща чоловіча роль у драматичному серіалі                                               | Джейсон Бейтман | Перемога  | [ 96 ]        |
| 2019    | Премія Гільдії кіноакторів США              | Найкраща жіноча роль у драматичному серіалі                                                 | Джулія Гарнер | Номінація | [ 96 ]        |
| 2019    | Премія Гільдії кіноакторів США              | Найкраща жіноча роль у драматичному серіалі                                                 | Лора Лінні | Номінація | [ 96 ]        |
| 2019    | Премія Гільдії сценаристів США              | Найкращий сценарій епізодичного драматичного серіалу                                        | Девід Менсон (за епізод «Дорогоцінна кров Ісуса») | Номінація | [ 97 ]        |
| 2020    | Американське товариство фахівців з кастингу | Найкращий кастинг драматичного телесеріалу                                                  | Алекса Л. Фогель, Чейз Періс, Тара Фельдштейн Беннетт і Кетрін Замора-Бенсон | Номінація | [ 98 ]        |
| Сезон 3 |                                             |                                                                                             | |           |               |
| 2020    | Gold Derby Awards                           | Акторський склад року                                                                       | Актори «Озарка» | Номінація | [ 99 ]        |
| 2020    | Gold Derby Awards                           | Найкращий драматичний серіал                                                                | «Озарк» | Номінація | [ 99 ]        |
| 2020    | Gold Derby Awards                           | Найкраща жіноча роль в драматичному серіалі                                                 | Лора Лінні | Перемога  | [ 99 ]        |
| 2020    | Gold Derby Awards                           | Найкраща чоловіча роль в драматичному серіалі                                               | Джейсон Бейтман | Номінація | [ 99 ]        |
| 2020    | Gold Derby Awards                           | Найкраща жіноча роль другого плану в драматичному серіалі                                   | Джулія Гарнер | Номінація | [ 99 ]        |
| 2020    | Gold Derby Awards                           | Найкраща чоловіча роль другого плану в драматичному серіалі                                 | Том Пелфрі | Перемога  | [ 99 ]        |
| 2020    | Gold Derby Awards                           | Найкращий епізод драматичного серіалу                                                       | «Ва-банк» | Номінація | [ 99 ]        |
| 2020    | Gold Derby Awards                           | Найкращий епізод драматичного серіалу                                                       | «Вогняно-рожевий» | Номінація | [ 99 ]        |
| 2020    | Прайм-тайм премія «Еммі»                    | Найкращий драматичний серіал                                                                | «Озарк» | Номінація | [ 42 ]        |
| 2020    | Прайм-тайм премія «Еммі»                    | Найкраща чоловіча роль у драматичному серіалі                                               | Джейсон Бейтман | Номінація | [ 42 ]        |
| 2020    | Прайм-тайм премія «Еммі»                    | Найкраща жіноча роль в драматичному серіалі                                                 | Лора Лінні | Номінація | [ 42 ]        |
| 2020    | Прайм-тайм премія «Еммі»                    | Найкраща жіноча роль другого плану в драматичному серіалі                                   | Джулія Гарнер | Перемога  | [ 42 ]        |
| 2020    | Прайм-тайм премія «Еммі»                    | Найкраща режисура драматичного серіалу                                                      | Алік Сахаров (за епізод «Вогняно-рожевий») | Номінація | [ 42 ]        |
| 2020    | Прайм-тайм премія «Еммі»                    | Найкраща режисура драматичного серіалу                                                      | Бен Семанофф (за епізод «Твій дім — мій дім») | Номінація | [ 42 ]        |
| 2020    | Прайм-тайм премія «Еммі»                    | Найкращий сценарій драматичного серіалу                                                     | Кріс Манді (за епізод «Ва-банк») | Номінація | [ 42 ]        |
| 2020    | Прайм-тайм премія «Еммі»                    | Найкращий сценарій драматичного серіалу                                                     | Джон Шибан (за епізод «Війна босів») | Номінація | [ 42 ]        |
| 2020    | Прайм-тайм премія «Еммі»                    | Найкращий сценарій драматичного серіалу                                                     | Мікі Джонсон (за епізод «Вогняно-рожевий») | Номінація | [ 42 ]        |
| 2020    | Прайм-тайм творча премія «Еммі»             | Найкращий кастинг драматичного серіалу                                                      | Алекса Л. Фогель, Тара Фельдштейн Беннетт і Чейз Періс | Номінація | [ 42 ]        |
| 2020    | Прайм-тайм творча премія «Еммі»             | Найкраща операторська робота одногодинного серіалу, знятого однією камерою                  | Армандо Салас (за епізод «Війна босів») | Номінація | [ 42 ]        |
| 2020    | Прайм-тайм творча премія «Еммі»             | Найкраща операторська робота одногодинного серіалу, знятого однією камерою                  | Бен Катчінс (за епізод «Громадянський союз») | Номінація | [ 42 ]        |
| 2020    | Прайм-тайм творча премія «Еммі»             | Найкращий сучасний грим (непластичний)                                                      | Трейсі Юелл, Джилліан Еріксон і Джек Ладзаро (за епізод «В екстреному випадку») | Номінація | [ 42 ]        |
| 2020    | Прайм-тайм творча премія «Еммі»             | Найкраща музика в серіалі                                                                   | Денні Бенсі і Сондер Юрріаанс (за епізод «Ва-банк») | Номінація | [ 42 ]        |
| 2020    | Прайм-тайм творча премія «Еммі»             | Найкраща художня постановка для опису сучасної програми (одногодинної або довше)            | Девід Бомба, Шон Раян Дженнінгс і Кім Леолейс (за епізод «Воєнний час») | Номінація | [ 42 ]        |
| 2020    | Прайм-тайм творча премія «Еммі»             | Найкращий монтаж драматичного серіалу, знятого однією камерою                               | Вікаш Пател (за епізод «Вогняно-рожевий») | Номінація | [ 42 ]        |
| 2020    | Прайм-тайм творча премія «Еммі»             | Найкращий монтаж драматичного серіалу, знятого однією камерою                               | Сінді Молло (за епізод «Воєнний час») | Номінація | [ 42 ]        |
| 2020    | Прайм-тайм творча премія «Еммі»             | Найкраще зведення звуку в комедійному або драматичному серіалі (одногодинному)              | Ларрі Б. Бенджамін, Кевін Валентайн, Феліпе Борреро і Філ Макговен (за епізод «Ва-банк») | Номінація | [ 42 ]        |